# Яново-Петровский
Я́ново-Петро́вский — хутор в Тацинском районе Ростовской области.
Входит в состав Верхнеобливского сельского поселения.
Население — 79 человек.

## География

### Улицы
- ул. 8 Марта,
- ул. Нагорная,
- ул. Чапаева.

## Население
| 2010 |
| ---- |
| 61   |